# Irma Dütsch
Irma Dütsch (* 30. Oktober 1944 in Châtel-Saint-Denis) ist eine Schweizer Köchin.

## Werdegang
Irma Dütsch wuchs als jüngstes von sechs Kindern auf einem Bauernhof im Greyerzerland auf.
Die Schule besuchte sie in Gruyère und in Fribourg. Sie musste in die Deutschschweiz übersiedeln, da ihr als Frau in der Romandie niemand eine Lehrstelle in der Küche geben wollte.
Danach arbeitete sie in Neuenburg im Restaurant des Halles. 1967 kochte sie im Hilton in Montreal, 1969 in St. Louis-Club in den USA und 1971 im Hilton in Mexiko.
Von 1976 bis 2004 wirkte sie gemeinsam mit ihrem Ehemann Hans-Jörg Dütsch im Waldhotel Fletschhorn in Saas-Fee. Seit 2004 ist sie vermehrt als Gastköchin aktiv. Ausserdem ist sie Autorin mehrerer Bücher rund um die Gastronomie.
Irma Dütsch ist seit 1967 verheiratet und hat zwei Töchter und einen Enkelsohn.

## Auszeichnungen
1994 zeichnete Gault-Millau Irma Dütsch mit 18 Punkten und dem Titel Köchin des Jahres aus. 2001 wurde sie erneut mit dem Titel ausgezeichnet.
Sie war 1994 die erste Frau, die in der Schweiz mit einem Stern des Guide Michelin ausgezeichnet wurde.

## Veröffentlichungen
- Natürlich Irma, 2014
- Ma Suisse, 2015
- Festtagsrezepte, 2010
- Sasi la gourmande/Sasi die kleine Köchin, 2009
- Saas-Fee for Gourmets, 2008
- Amitié Gourmande, 2007
- Esprit de cuisine, 1998
- Esprit de cuisine, 1996